# Grabbetjärnen
Grabbetjärnen är en sjö i Eda kommun i Värmland och ingår i Göta älvs huvudavrinningsområde. Sjöns area är 0,032 kvadratkilometer och den är belägen 242 meter över havet.